# Pipreola intermedia
A Pipreola intermedia a madarak osztályának verébalakúak (Passeriformes) rendjébe és a kotingafélék (Cotingidae) családjába tartozó faj.

## Rendszerezése
A fajt Wladyslaw Taczanowski lengyel zoológus írta le 1884-ben, a Pipreola nembe Pipreola viridis intermedia néven.

## Alfajai
- Pipreola intermedia intermedia Taczanowski, 1884
- Pipreola intermedia signata (Hellmayr, 1917)[2]

## Előfordulása
Az Andok keleti lejtőin, Bolívia és Peru területén honos. Természetes élőhelyei a szubtrópusi vagy trópusi hegyi esőerdők. Állandó, nem vonuló faj.

## Megjelenése
Testhossza 19 centiméter, testtömege 44–59 gramm.
|  |  |

## Életmódja
Gyümölcsökkel táplálkozik.